# Jerry Afriyie
Jerry Afriyie (10 dicembre 2006) è un calciatore ghanese, attaccante dell'Al-Qadisiya e della nazionale ghanese.

## Caratteristiche tecniche
È un attaccante versatile che predilige la posizione di falso nove.

## Carriera

### Nazionale
Ha giocato nella nazionale ghanese Under-20.
Nel novembre del 2024 ha ricevuto la prima convocazione da parte della nazionale maggiore ed il 18 novembre ha fatto il suo esordio nell'incontro di qualificazione per la Coppa d'Africa 2025 perso 2-1 contro il Niger dove ha segnato l'unica rete della sua squadra pochi minuti dopo il suo ingresso in campo.

## Statistiche

### Cronologia presenze e reti in nazionale
| Cronologia completa delle presenze e delle reti in nazionale ― Ghana | Cronologia completa delle presenze e delle reti in nazionale ― Ghana | Cronologia completa delle presenze e delle reti in nazionale ― Ghana | Cronologia completa delle presenze e delle reti in nazionale ― Ghana | Cronologia completa delle presenze e delle reti in nazionale ― Ghana | Cronologia completa delle presenze e delle reti in nazionale ― Ghana | Cronologia completa delle presenze e delle reti in nazionale ― Ghana | Cronologia completa delle presenze e delle reti in nazionale ― Ghana |
| Data                                                                 | Città                                                                | In casa                                                              | Risultato                                                            | Ospiti                                                               | Competizione                                                         | Reti                                                                 | Note                                                                 |
| -------------------------------------------------------------------- | -------------------------------------------------------------------- | -------------------------------------------------------------------- | -------------------------------------------------------------------- | -------------------------------------------------------------------- | -------------------------------------------------------------------- | -------------------------------------------------------------------- | -------------------------------------------------------------------- |
| 18-11-2024                                                           | Accra                                                                | Ghana                                                                | 1 – 2                                                                | Niger                                                                | Qual. Coppa d'Africa 2025                                            | 1                                                                    | 59’                                                                  |
| 21-3-2025                                                            | Accra                                                                | Ghana                                                                | 5 – 0                                                                | Ciad                                                                 | Qual. Mondiali 2026                                                  | -                                                                    | 80’                                                                  |
| Totale                                                               |                                                                      | Presenze                                                             | 2                                                                    |                                                                      | Reti                                                                 | 1                                                                    |                                                                      |